# Єзовня (присілок)
Єзовня (рос. Езовня) — присілок в Барятінському районі Калузької області Російської Федерації.
Населення становить 0 осіб. Входить до складу муніципального утворення Сільське поселення село Барятино.

## Історія
У 1929-1937 року населений пункт належав до Сухиницького округу Західної області. Відтак, у 1937-1944 роках належав до Смоленської області, від 1944 року в складі Калузької області.
Від 2004 року входить до складу муніципального утворення Сільське поселення село Барятино.

## Населення
| 2002 | 2010 |
| ---- | ---- |
| 0    | →0   |